# Joseph-Désiré Job
Joseph-Désiré Job (* 1. Dezember 1977 in Vénissieux, Arrondissement Lyon, Frankreich) ist ein ehemaliger kamerunischer Fußballspieler. Der Stürmer nahm an zwei Weltmeisterschaftsendrunden teil und spielte im Laufe seiner Karriere bei Profiklubs in Frankreich, England, Katar und Saudi-Arabien. 

## Karriere

### Kindheit und Jugend, 1977–1997
Job ist der Cousin der beiden deutschen Profifußballspieler Marvin Matip und Joel Matip. Er wurde als jüngster von fünf Brüdern am 1. Dezember 1977 in Vénissieux, einem Vorort von Lyon, als Sohn einer Kamerunerin geboren. Er lebte mit seiner Familie in einer kleinen Wohnung in einem ärmeren Teil der Stadt. Bereits im Alter von fünf Jahren war Job vom Fußballspiel begeistert und hatte das Ziel, Profifußballer zu werden. Er spielte beim lokalen Klub AS Minguettes Vénissieux und wurde im Alter von etwa zehn Jahren von Scouts von Olympique Lyon entdeckt. Nach einem Probetraining wurde das Talent in die Jugendabteilung des Klubs aufgenommen.

### Erste Profijahre in Frankreich, 1997–2000
Er kam im Juni 1997 im UI-Cup gemeinsam mit Frédéric Kanouté zu seinem Pflichtspieldebüt für die erste Mannschaft von Lyon. In der Partie gegen den polnischen Klub Odra Wodzisław erzielte er beim 5:2-Sieg drei Treffer. In der Division 1 kam er in seiner ersten Saison zu 22 Einsätzen, davon elf von Beginn an, und erzielte fünf Treffer. Bereits im November 1997 wurde er erstmals in die Nationalmannschaft Kameruns berufen und wurde im Freundschaftsspiel gegen England im Wembley-Stadion erstmals eingesetzt (Endstand 0:2). Job hatte auch ein Angebot des französischen Fußballverbandes für die U21-Nationalmannschaft aufzulaufen, begründete seine Entscheidung zu Gunsten des Heimatlandes seiner Mutter aber wie folgt: „[...] my heart wasn't with France, it was with Cameroon.“
Im Januar 1998 wurde er in das Aufgebot Kameruns für den Afrika-Cup 1998 in Burkina Faso berufen. Job kam dabei in allen vier Spielen zum Einsatz, in den ersten beiden Vorrundenpartien noch als Einwechselspieler, im letzten Gruppenspiel und im Viertelfinale, in dem man der Demokratischen Republik Kongo 0:1 unterlag, von Beginn an. Seinen einzigen Turniertreffer erzielte er beim 2:1-Erfolg über Algerien. Ein halbes Jahr später spielte er mit Kamerun bei der Weltmeisterschaft 1998 in Frankreich. Dabei zeigten er und seine Mannschaft eine schwache Vorstellung, an deren Ende mit zwei Punkten der letzte Platz in der Gruppenphase hinter Italien, Chile und Österreich stand.
Nach einer weiteren Saison bei Lyon, in der er zumeist als Einwechselspieler diente und unzufrieden mit seiner Situation war, wechselte Job 1999 zum Ligakonkurrenten RC Lens. Bei Lens gehörte er überwiegend zum Stammpersonal, ehe er im Januar 2000 zum Afrika-Cup nach Ghana und Nigeria reiste. Das dortige Turnier verlief für den mittlerweile 22-Jährigen erfolgreich. Er kam zwar nur zu vier Teileinsätzen während des Turniers, was vor allem an der starken Konkurrenz von Samuel Eto’o und Patrick M’Boma lag, am Ende stand allerdings der Turniersieg durch ein 6:5 im Elfmeterschießen gegen Nigeria. 
Als er nach Lens zurückkehrte, hatte Job seinen Stammplatz im Sturm eingebüßt. Er hatte allerdings bereits zuvor im UEFA-Pokal auf sich aufmerksam. Im Achtelfinalrückspiel gegen den 1. FC Kaiserslautern erzielte er drei Treffer und hatte somit maßgeblich Anteil am Weiterkommen, nachdem man das Heimspiel noch mit 1:2 verlor. Erst im Halbfinale scheiterte man am englischen Verein FC Arsenal. 

### Startschwierigkeiten beim FC Middlesbrough, 2000–2002
Diese drei Treffer gegen Kaiserslautern sollen es auch gewesen sein, durch die der englische Klub FC Middlesbrough auf den Stürmer aufmerksam wurde. Nach einem einwöchigen Probetraining während der Saisonvorbereitung wurde er schließlich für eine Ablösesumme von drei Millionen Pfund durch Bryan Robson verpflichtet.
Sein Start beim neuen Klub verlief wunschgemäß. Er stürmte an der Seite von Alen Bokšić und traf am ersten Spieltag der Saison 2000/01 gegen Coventry City. In der Folgezeit wurden seine Ligaeinsätze allerdings immer seltener. Nach der Verpflichtung von Terry Venables als neuem Kotrainer im Dezember 2000 spielte er in der ersten Mannschaft keine Rolle mehr. Das Team befand sich im Abstiegskampf und Job kam nur in der Reservemannschaft zum Einsatz. Erst am letzten Spieltag der Saison, als der Klassenerhalt bereits geschafft war, kam er nach über fünf Monaten wieder zu einem Erstligaeinsatz und erzielte dabei auch einen Treffer. 
In der folgenden Saison wurde der Managerposten von Steve McClaren übernommen. Job wollte den Verein eigentlich verlassen, McClaren überzeugte ihn allerdings davon zu bleiben. Job stand in den ersten drei Partien der Saison 2001/02 in der Startaufstellung, allerdings gingen alle drei Partien verloren und Middlesbrough stand auf dem vorletzten Tabellenplatz ohne einen einzigen Treffer erzielt zu haben. McClaren stellte daraufhin die Mannschaft auf einigen Positionen um und Job verlor seinen Stammplatz. Als die Mannschaft ohne ihn zwischen dem fünften und siebten Spieltag sieben Punkte holte, spielte Job erneut keine Rolle mehr. Im Januar 2000 wurde er nach Frankreich zum FC Metz verliehen, um Spielpraxis sammeln zu können, und er selbst wollte auch die Chance auf eine Teilnahme an der WM 2002 aufrechterhalten. 
Auch bei Metz blieb Job glücklos. Albert Cartier, der Trainer, der ihn zu Metz holte, wurde noch in der Winterpause kurz nach dem Ausleihgeschäft entlassen und dessen Nachfolger, Gilbert Gress, baute nicht auf den Stürmer. Zwar wurde Job in der Rückrunde insgesamt 13-mal eingesetzt, davon aber meist nur als Einwechselspieler kurz vor Spielende. Am Saisonende stieg Metz in die Ligue 2 ab. Trotz der für Job unglücklich verlaufenen Saison wurde er in das 23-köpfige Aufgebot Kameruns für die WM 2002 in Südkorea und Japan berufen. Auch der Verlauf der Weltmeisterschaft knüpfte nahtlos an die vorherigen Ereignisse an. Seine Mannschaft schied bereits in der Vorrunde aus und Job wurde nur im letzten Gruppenspiel gegen den späteren Vizeweltmeister Deutschland elf Minuten vor dem Ende eingewechselt.

### Drei weitere Jahre in der Premier League, 2002–2005
Nach der WM bemühte sich Job darum, einen neuen Verein zu finden, was ihm allerdings nicht gelang. So kehrte er zur Saisonvorbereitung nach Middlesbrough zurück, die sich unter anderem mit seinem kamerunischen Landsmann Geremi Njitap verstärkt hatten, der für eine Saison von Real Madrid ausgeliehen wurde. Zu Saisonbeginn fand er sich – auch zur eigenen Überraschung – in der Startformation wieder. Diese für ihn positive Entwicklung führte er selbst auf zwei Begebenheiten zurück: Zum einen wurde er von Coach McClaren in der Sturmspitze eingesetzt, anders als in den beiden Spielzeiten zuvor, in denen er meist auf die linke oder rechte Angriffsseite ausweichen musste und zum zweiten der Anwesenheit von Geremi, der für ihn außerordentlich wichtig war.
Job kam in dieser Saison erstmals regelmäßig zu Einsätzen und erzielte in 28 Ligaeinsätzen vier Treffer, darunter das Tor zum 3:1-Endstand beim Heimsieg über den späteren Meister Manchester United. Einige Wochen vor diesem Treffer, am 30. November 2002, stießen er und West-Brom-Verteidiger Darren Moore mit den Köpfen zusammen. Job war anschließend viereinhalb Minuten bewusstlos und entging nur knapp einer dauerhaften Schädigung des Gehirns.
Am Saisonende wurde Job für den Konföderationen-Pokal 2003 in den Kader Kameruns berufen. Im Gegensatz zum Konföderationen-Pokal 2001, an dem Job ebenfalls teilnahm und zwei Kurzeinsätze verzeichnete, überstand Kamerun dieses Mal die Vorrunde. In der Halbfinalpartie gegen Kolumbien kam es zu einem tragischen Zwischenfall, als sein Mannschaftskollege und Freund Marc-Vivien Foé auf dem Spielfeld zusammenbrach und kurze Zeit später im Krankenhaus verstarb. Das Turnier beendete Kamerun auf dem zweiten Platz, nachdem man im Finale, dessen Austragung Job als Fehler bezeichnete, Gastgeber Frankreich mit 0:1 in der Verlängerung unterlag. Job kam während des Turniers in den drei Vorrundenpartien zum Einsatz und blieb ohne Torerfolg.
Auch in der anschließenden Saison 2003/04 gehörte Job zum Stammpersonal, trotz des Abgangs von Geremi, der für sechs Millionen Pfund zum FC Chelsea wechselte. Ende September 2003 verletzte er sich im Training schwer am Knie und fiel für drei Monate aus. Durch die Verletzung verpasste Job die Teilnahme am Afrika-Cup 2004. Nach seiner Genesung Anfang Januar spielte er sich umgehend wieder in die erste Mannschaft und zog mit dem Klub nach zwei Siegen über den FC Arsenal in das Finale um den League Cup ein. Im Finale stand man den Bolton Wanderers gegenüber, die man nach zwei frühen Toren von Job (2.) und Boudewijn Zenden (7.) mit 2:1 besiegte. Dieser Erfolg war der erste große Titelgewinn in der Geschichte des FC Middlesbrough.
Seinen am Saisonende auslaufenden Vertrag verlängerte Job im Juli 2004 um zwei Jahre. Im UEFA-Pokal 2004/05, dem ersten internationalen Auftritt für Middlesbrough, kam Job zu sechs Einsätzen und erreichte mit dem Klub das Achtelfinale. In der Liga belegte man derweil den siebten Rang, womit man sich erneut für den UEFA-Pokal qualifizierte. Job kam in dieser Saison zu 23 Einsätzen und war mehrfach nur Ersatzspieler, nachdem zu Saisonbeginn Mark Viduka und Jimmy Floyd Hasselbaink verpflichtet wurden. Das Saisonaus für Job kam Anfang April 2005, als er sich erneut eine langwierige Knieverletzung zuzog. Mit der Verpflichtung von Yakubu Aiyegbeni für 7,5 Millionen Pfund zur Saison 2005/06 war für Job klar, dass seine Einsätze in der kommenden Saison seltener werden würden. Job wollte deshalb den Verein verlassen. Mit West Ham United war sich Middlesbrough bereits über die Ablösesumme bereits einig, doch der Wechsel scheiterte. Schließlich wurde er kurz vor Transferschluss für ein Jahr an den saudi-arabischen Klub Al-Ittihad verliehen.

### Ein Jahr in Saudi-Arabien, 2005–2006
Bei Al-Ittihad spielte er im Sturm an der Seite von Mohamed Kallon, der zuvor bei Inter Mailand und der AS Monaco tätig war. Er erreichte mit dem Klub das Finale der AFC Champions League 2005 und erzielte im Finalrückspiel gegen Al Ain Club den Treffer zum vorentscheidenden 3:1. Kurz nach diesem Treffer fasste er seinem Gegenspieler Fahad Ali ins Gesicht und sah dafür die rote Karte. Wegen dieses Platzverweises war Job auch in den ersten beiden Partien von Al-Ittihad bei der FIFA Klub-Weltmeisterschaft 2005 gesperrt. Erst im Spiel um Platz 3 gegen Deportivo Saprissa durfte Job ins Geschehen eingreifen und erzielte bei der 2:3-Niederlage seines Klubs einen Treffer. Seine Hoffnung, durch die Spielpraxis wieder für die Nationalmannschaft Kameruns berufen zu werden, erfüllte sich indes nicht. Nach seiner Knieverletzung im April 2005 blieb er sowohl in den weiteren Qualifikationsspielen um die Teilnahme an der WM 2006 als auch für den Afrika-Cup 2006 unberücksichtigt. Mit dem Ende des Ausleihgeschäfts im Mai 2006 endete auch sein Vertrag beim FC Middlesbrough und Job kehrte nicht mehr zum nordenglischen Klub zurück.

### Karriereausklang, 2006 bis heute
In der Saisonvorbereitung verbrachte Job einige Zeit beim Premier-League-Aufsteiger FC Watford, konnte sich dort aber nicht für einen Vertrag empfehlen und kehrte letztlich nach sechs Jahren nach Frankreich zurück und unterschrieb einen Vertrag beim Erstligaaufsteiger CS Sedan Ardennes. Trotz seiner neun Saisontore in 25 Einsätzen, womit er vereinsintern zweitbester Torschütze nach Grégory Pujol war, stieg Sedan am Saisonende wieder aus der Ligue 1 ab. Job verließ den Verein daraufhin und wechselte kurz nach Saisonbeginn zum Erstligaklub OGC Nizza. 
Im Januar 2008 nahm Job mit der Nationalmannschaft Kameruns zum dritten Mal am Afrika-Cup teil. Er stand in Konkurrenz mit Mohamadou Idrissou um die Position des Stürmers an der Seite des gesetzten Samuel Eto’o. In der zweiten Vorrundenpartie gegen Sambia traf Job beim 5:1-Sieg zweifach und spielte daraufhin auch beim 3:0-Erfolg gegen den Sudan im abschließenden Gruppenspiel. Das siegreiche Viertelfinale sah er nur von der Bank, kam aber im Halbfinale gegen Gastgeber Ghana zu seinem dritten Einsatz und erreichte mit seinem Land das Finale. In selbigem blieb Job unberücksichtigt, hauptsächlich weil Nationaltrainer Otto Pfister mit Eto’o nur einen Stürmer aufbot, um gegen die offensivstarken Ägypter die Defensive zu stärken. Diese Taktik war letztlich nicht von Erfolg geprägt und Kamerun verlor das Finale mit 0:1.
Nach einer enttäuschenden Saison bei Nizza, in der er in seinen neun Ligaeinsätzen ohne Treffer blieb, wechselte er im Sommer 2008 nach Katar zum Al-Kharitiyath SC. Ein Jahr später ging er in die Türkei zu Diyarbakırspor, 2010 für ein Jahr zu Lierse SK nach Belgien. Dies war seine letzte Station in seiner aktiven Karriere.

## Erfolge
- Afrikameister: 2000
- Englischer Ligapokalsieger: 2004
- AFC-Champions-League-Sieger: 2005